# Ciliaten
Ciliaten of trilhaardiertjes (Ciliophora) zijn een groep van eencellige eukaryoten. Bij alle ciliaten komen in ten minste één stadium van hun levenscyclus cilia (trilharen) voor, waarmee ze zich voortbewegen. De morfologie kan complex zijn. 
Alle soorten hebben twee celkernen: een macronucleus en een micronucleus, waardoor ze zich van andere groepen protisten onderscheiden. De diploïde micronucleus bevat chromosomen en dient voor de voortplanting; de polyploïde macronucleus bevat het genetisch materiaal dat verantwoordelijk is voor alle andere celfuncties.
Ciliaten zijn een algemeen voorkomende groep protisten, die in vrijwel alle waterige omgevingen op aarde te vinden zijn: in zee, zoet water en vochtige bodems. Er zijn ongeveer 4.500 vrijlevende soorten beschreven, het werkelijke aantal soorten wordt geschat op 27.000 à 40.000. Inbegrepen in dit aantal zijn verschillende ectosymbiotische en endosymbiotische soorten, evenals enkele opportunistische parasieten. Ciliaten variëren in grootte van 10 µm tot 4 mm.
Moleculair-genetisch onderzoek heeft aangetoond dat de ciliaten tot de Alveolata behoren. In de meeste literatuur worden ciliaten als stam (fylum) beschreven, maar in de moderne systematiek vormen de ciliaten een groep zonder rang. Heel bekend zijn de pantoffeldiertjes (Paramecium), die in genetisch onderzoek wereldwijd veel als modelorganisme gebruikt worden.

## Ecologie
Ciliaten zijn heterotrofe, meestal fagotrofe organismen die zich voeden met bacteriën, eencellige algen en detritus. Sommige soorten zijn vastzittend, zoals de soorten uit de orde Suctoria. Ook zijn er verschillende parasitaire soorten beschreven, de meeste ervan komen voor in vissen. De soort Ichthyophthirius multifiliis is bijvoorbeeld bij aquariumhouders bekend als veroorzaker van witte stip. Andere zijn commensalen in de darm van ringwormen, of levend in de cuticula van kreeftachtigen. Zelden parasiteren ciliaten op zoogdieren en de mens.

## Taxonomie
- Stam Ciliophora
  - Klasse Karyorelictea
  - Klasse Heterotrichea (bijvoorbeeld Stentor)
  - Klasse Spirotrichea
    - Subklasse Choreotrichia (bijvoorbeeld Tintinnidium)
    - Subklasse Oligotrichia (bijvoorbeeld Halteria)
    - Subklasse Stichotrichia (bijvoorbeeld Stylonychia)
    -  Subklasse Hypotrichia (bijvoorbeeld Euplotes)

  - Klasse Litostomatea
    - Subklasse Haptoria (bijvoorbeeld Didinium)
    -  Subklasse Trichostomatia (bijvoorbeeld Balantidium)

  - Klasse Phyllopharyngea
    - Subklasse: Phyllopharyngia
    - Subklasse Rhynchodia
    - Subklasse Chonotrichia
    -  Subklasse Suctoria (bijvoorbeeld Podophrya)

  - Klasse Nassophorea
  - Klasse Colpodea (bijvoorbeeld Colpoda)
  - Klasse Prostomatea (bijvoorbeeld Coleps)
  - Klasse Oligohymenophorea
    - Subklasse Peniculia (bijvoorbeeld Pantoffeldiertjes)
    - Subklasse Hymenostomatia (bijvoorbeeld Tetrahymena)
    - Subklasse Scuticociliatia
    - Subklasse Peritrichia (bijvoorbeeld Vorticella)
    - Subklasse Astromatia
    -  Subklasse Apostomatia

  -  Klasse Plagiopylea